# Coupe continentale de hockey sur glace
Pour les articles homonymes, voir Coupe continentale.
La Coupe continentale est une compétition annuelle de hockey sur glace entre clubs européens organisée par la Fédération internationale de hockey sur glace (IIHF).

## Historique
Une première tentative, la Coupe de la Fédération, avait été initiée en 1995. Elle rassemblait les clubs vice-champions (spécialement ceux de l'Europe de l'Est), non qualifiés pour la Coupe d'Europe. C'était ainsi la compétition « ancêtre » de la Coupe Continentale.
La première année, 13 équipes de d'Europe de l'Est participèrent dans un tournoi en élimination directe, avec 3 groupes qualificatifs pour un tour final à 4.
L'année suivante eu lieu un tournoi similaire, mais en raison de l'augmentation du nombre de participants (des clubs d'Europe de l'Ouest participant), un tour de qualification est ajouté.
| Édition | Vainqueur             | Score | Finaliste               | Lieu                |
| ------- | --------------------- | ----- | ----------------------- | ------------------- |
| 1995    | Salavat Ioulaïev Oufa | 4 – 1 | HC Pardubice            | Ljubljana, Slovénie |
| 1996    | AS Mastini Varese     | 4 – 3 | Metallourg Magnitogorsk | Trenčín, Slovaquie  |

La Coupe continentale est créée en 1997 afin d'accueillir des équipes de pays n'ayant pas de représentant dans la Coupe d'Europe.

### 1997-1999: les débuts
La première édition de la Coupe continentale a lieu en 1997-1998 avec 42 équipes de 26 pays différents.
Deux ans plus tard, deux équipes de plus portent le total à 48 équipes. Trois tours de qualification ont lieu et les trois vainqueurs du dernier tour continuent dans la compétition avec l'hôte de la compétition en tant que quatrième équipe.
De 2001 à 2005 et en 2010, la Coupe continentale était l'unique compétition entre clubs organisée en Europe jusqu'à la mise en place de la Coupe des champions.

### Depuis 2019: format à 20 équipes
La compétition se divise en quatre tours, l'entrée en lice des équipes se faisant selon le niveau de chacune.
Lors de chaque tour, les équipes sont séparées en deux groupes de 4, chacun étant disputé sous la forme d'un championnat à rencontre simple. Aux premier et deuxième tours, seul le vainqueur de chaque groupe se qualifie pour le tour suivant tandis que les deux premiers de chaque groupe du troisième tour se qualifient pour la finale.

## Palmarès
| Numéro | Édition | Champion                                             | Vice-champion                                        | Lieu                                                 |
| ------ | ------- | ---------------------------------------------------- | ---------------------------------------------------- | ---------------------------------------------------- |
| 1      | 1998    | HC Košice                                            | Eisbären Berlin                                      | Tampere (Finlande)                                   |
| 2      | 1999    | HC Ambri-Piotta                                      | HC Košice                                            | Košice (Slovaquie)                                   |
| 3      | 2000    | HC Ambri-Piotta (2)                                  | Eisbären Berlin                                      | Berlin (Allemagne)                                   |
| 4      | 2001    | ZSC Lions                                            | London Knights (en)                                  | Zurich (Suisse)                                      |
| 5      | 2002    | ZSC Lions (2)                                        | Milano Vipers                                        | Zurich (Suisse)                                      |
| 6      | 2003    | Jokerit Helsinki                                     | Lokomotiv Iaroslavl                                  | Lugano (Suisse) et Milan (Italie)                    |
| 7      | 2004    | HC Slovan Bratislava                                 | HK Homiel                                            | Homiel (Biélorussie)                                 |
| 8      | 2005    | HKm Zvolen                                           | Dinamo Moscou                                        | Székesfehérvár (Hongrie)                             |
| 9      | 2006    | Lada Togliatti                                       | HK Riga 2000                                         | Székesfehérvár (Hongrie)                             |
| 10     | 2007    | HK Iounost Minsk                                     | Avangard Omsk                                        | Székesfehérvár (Hongrie)                             |
| 11     | 2008    | Ak Bars Kazan                                        | HK Riga 2000                                         | Rīga (Lettonie)                                      |
| 12     | 2009    | MHC Martin                                           | Dragons de Rouen                                     | Rouen (France)                                       |
| 13     | 2010    | EC Red Bull Salzbourg                                | HK Iounost Minsk                                     | Grenoble (France)                                    |
| 14     | 2011    | HK Iounost Minsk (2)                                 | EC Red Bull Salzbourg                                | Minsk (Biélorussie)                                  |
| 15     | 2012    | Dragons de Rouen                                     | HK Iounost Minsk                                     | Rouen (France)                                       |
| 16     | 2013    | Donbass Donetsk                                      | Metallourg Jlobine                                   | Donetsk (Ukraine)                                    |
| 17     | 2014    | Stavanger Oilers                                     | Donbass Donetsk                                      | Rouen (France)                                       |
| 18     | 2015    | HK Nioman Hrodna                                     | Fischtown Pinguins                                   | Bremerhaven (Allemagne)                              |
| 19     | 2016    | Dragons de Rouen (2)                                 | Herning Blue Fox                                     | Rouen (France)                                       |
| 20     | 2017    | Nottingham Panthers                                  | Beïbarys Atyraou                                     | Renon (Italie)                                       |
| 21     | 2018    | HK Iounost Minsk (3)                                 | Nomad Astana                                         | Minsk (Biélorussie)                                  |
| 22     | 2019    | Arlan Kökşetaw                                       | Belfast Giants                                       | Belfast (Grande-Bretagne)                            |
| 23     | 2020    | SønderjyskE Ishockey                                 | Nottingham Panthers                                  | Vojens (Danemark)                                    |
| 24     | 2021    | Édition annulée en raison de la pandémie de Covid-19 | Édition annulée en raison de la pandémie de Covid-19 | Édition annulée en raison de la pandémie de Covid-19 |
| 25     | 2022    | Cracovia                                             | Saryarka Karaganda                                   | Aalborg (Danemark)                                   |
| 26     | 2023    | HK Nitra                                             | Ducs d'Angers                                        | Angers (France)                                      |
| 27     | 2024    | Nomad Astana                                         | Herning Blue Fox                                     | Cardiff (Royaume-Uni)                                |
| 28     | 2025    | Cardiff Devils                                       | Brûleurs de Loups de Grenoble                        | Cardiff (Royaume-Uni)                                |

| Nation      | Nombre de victoires |
| ----------- | ------------------- |
| Slovaquie   | 5                   |
| Suisse      | 4                   |
| Biélorussie | 4                   |
| Russie      | 2                   |
| France      | 2                   |
| Royaume-Uni | 2                   |
| Kazakhstan  | 2                   |
| Finlande    | 1                   |
| Autriche    | 1                   |
| Ukraine     | 1                   |
| Norvège     | 1                   |
| Danemark    | 1                   |
| Pologne     | 1                   |